# Armée d'entail
Les armées d'entail (en polonais : Wojsko ordynackie) étaient des unités militaires mobilisées et entretenues pour les besoins de la République des Deux Nations par les ordres des magnats du XVIe au XVIIIe siècle. Ce privilège leur était accordé par le roi et approuvé par le Sejm en échange de l'obligation de déployer et d'entretenir un nombre déterminé de soldats (chaque ordonnance faisait l'objet d'un accord différent). Les armées d'entail étaient destinées à garnir d'importantes forteresses situées dans les zones d'entail (par exemple Doubno, Zamość, Sloutsk), et en temps de guerre, certaines d'entre elles étaient obligées de se présenter aux ordres du Hetman (et donc de servir dans l'armée « nationale » polono-lituanienne). Malgré cela, les troupes d'entail participent rarement aux opérations sur le terrain,.